# Göran Schildt (författare)

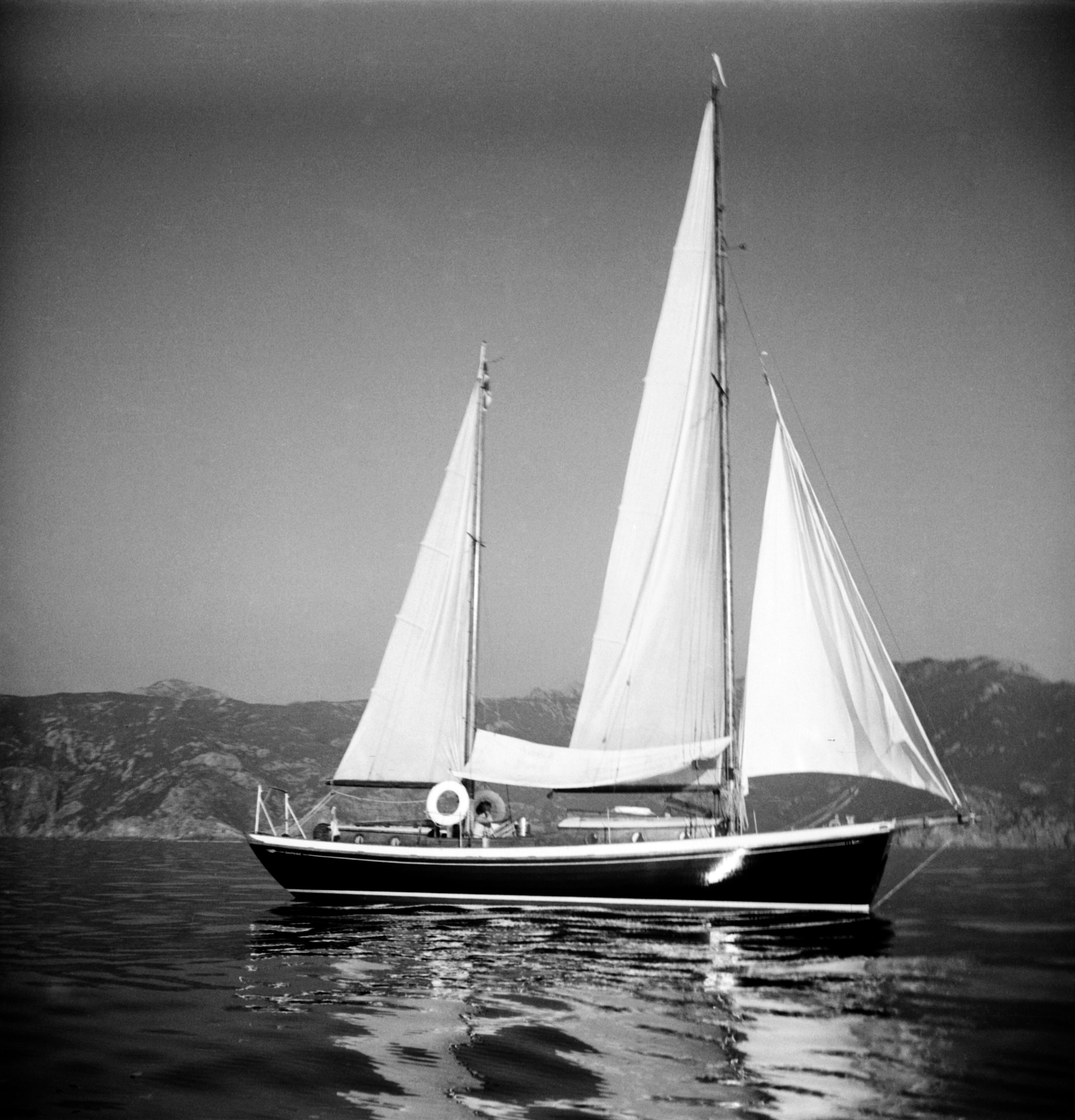
S/Y Daphne

Göran Gustaf Ernst Schildt, född 11 mars 1917 i Helsingfors, död 24 mars 2009 i Ekenäs, var en finlandssvensk författare och konsthistoriker. Han var son till författaren Runar Schildt.

## Biografi
Schildt gick i skola i Nya Svenska Läroverket i Helsingfors. På 1930-talet vistades han en längre period i Frankrike och tog intryck av André Gide och Paul Cézanne. Han besökte även Italien tillsammans med Georg Henrik von Wright vilket grundlade hans intresse för Medelhavskulturen.
Under finska vinterkriget skadades han svårt. I krigets slutskede blev han skjuten av en sovjetisk kula under strider i Viborg.
Han erhöll filosofie doktorsgrad med en avhandling om målaren Cezanne och studerade också språk vid Sorbonne i Paris. Han flyttade till Sverige 1945 och var medarbetare i Svenska Dagbladet 1951–1990. Han blev erbjuden en konstprofessur vid Helsingfors universitet, men valde att fortsätta som författare.
Göran Schildt var bosatt i Villa Skeppet i Ekenäs i Finland och i Villa Kolkis på ön Leros i Grekland. Han var 1941–1964 gift med glaskonstnären Mona Morales-Schildt och från 1966 med Christine Schildt, född Werthmann (1940–).
Schildt är kanske mest känd för sina reseskildringar med segelbåten Daphne. Beslutet att bli medelhavsseglare fattade han efter att ha blivit svårt sårad under finska vinterkriget och tvingats tillbringa ett och ett halvt år på sjukhus. ”Då tänkte jag, att om jag klarar detta skall jag förverkliga min dröm: jag skaffar mig en båt och seglar runt Medelhavets alla hörn”, berättade han senare. Arkitekten Alvar Aalto var en av gästerna på Daphne och deras livslånga vänskap låg till grund för Schildts huvudverk, den tredelade biografin över Aalto.

## Daphne
Huvudartikel: S/Y Daphne
Daphe ritades av ingenjör Jarl Lindblom till långfärdsbåt för läkaren Oscar Mustelins familj. Båten blev klar från Åbo Båtvarf 1935. Mustelin ägde Daphne bara en kort tid och sålde henne redan 1937 till direktör Uno Tennberg från Ekenäs. Tennberg lät rigga om Daphne från gaffelskonare till ketch, vilket gjorde henne lättare att hantera. Daphnes nästa ägare blev sjöhistorikern och professorn Christoffer H. Ericsson från Helsingfors.
År 1947 köpte Göran Schildt Daphne. Han ägde båten ända fram till 1984, då han sålde henne till ett tyskt par, Joakim och Petra Fritz. De seglade med Daphne i över tio år.
År 1997 grundade några vänner till Schildt föreningen Pro Daphne för att återföra Daphne till Finland. Innan affären var gjord, men dock efter köpbeslutet, skadades Daphne i en orkan på Karibiska havet och när hon skulle lastas för hemfärd hamnade hon under en container i Florida. När Daphne kom till Finland var hon i bedrövligt skick men deltog ändå i ett par båtutställningar. Hon renoverades på båtbyggnadslinjen vid Östra Nylands folkhögskola i Kuggom i Pernå under ledning av båtbyggnadsläraren Erkki Lönnqvist. Renoveringen krävde 4 500 arbetstimmar och den blev klar 2001. Idag finns Daphne att beskåda i museet Forum Marinum i Åbo.

## Priser och utmärkelser
- 1950 – Statsrådet Mauritz Hallbergs pris
- 1952 – Tollanderska priset
- 1981 – Svenska Akademiens Finlandspris
- 1991 – Tollanderska priset
- 2000 – Ledamot av Konstakademien

## Galleri
Ett urval bilder från Göran Schildts arkiv vid Svenska litteratursällskapet i Finland.  

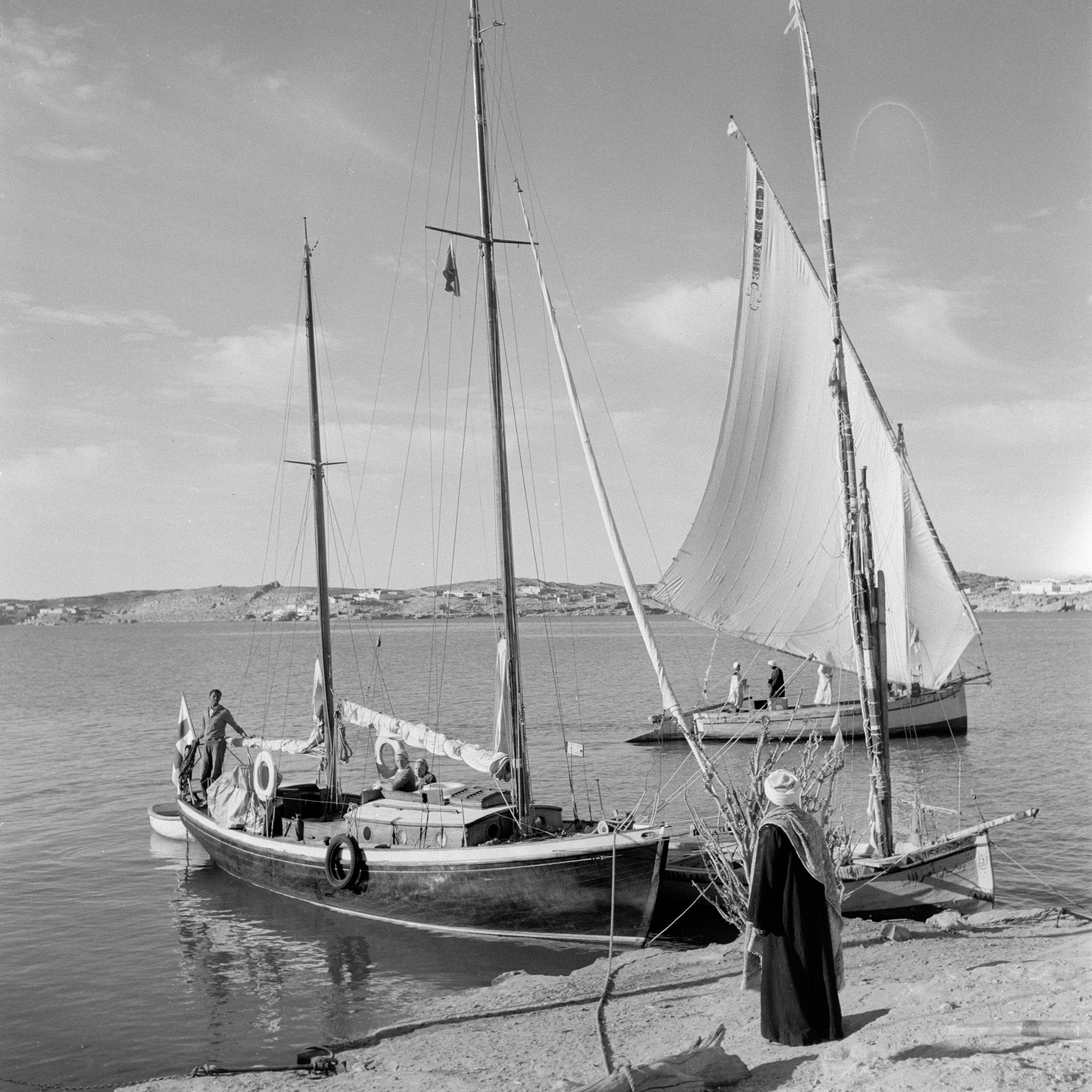
Daphne vid strand i Nubien 1954–1955
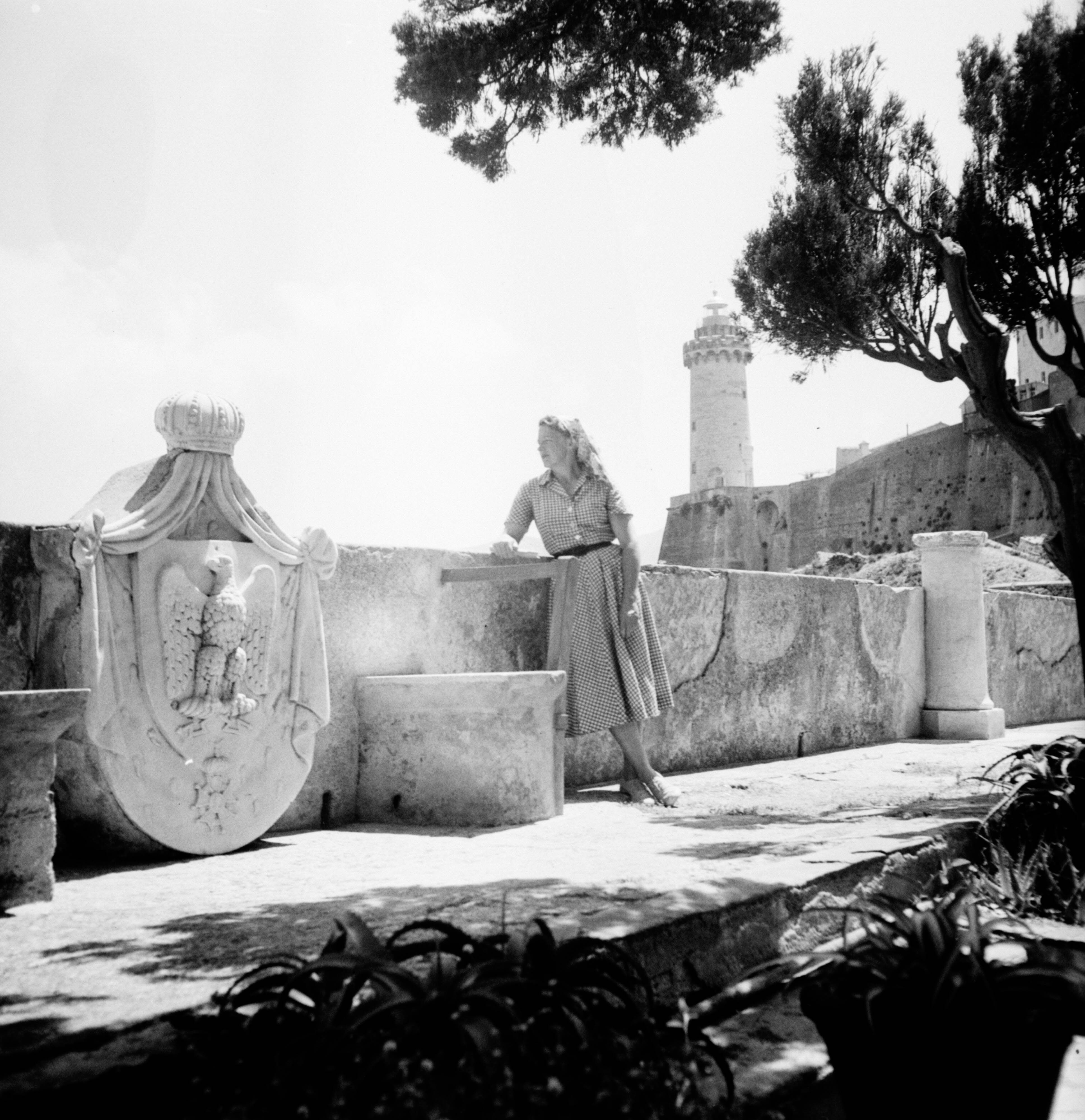
Mona Morales-Schildt i Napoleons trädgård, på Elba år 1949
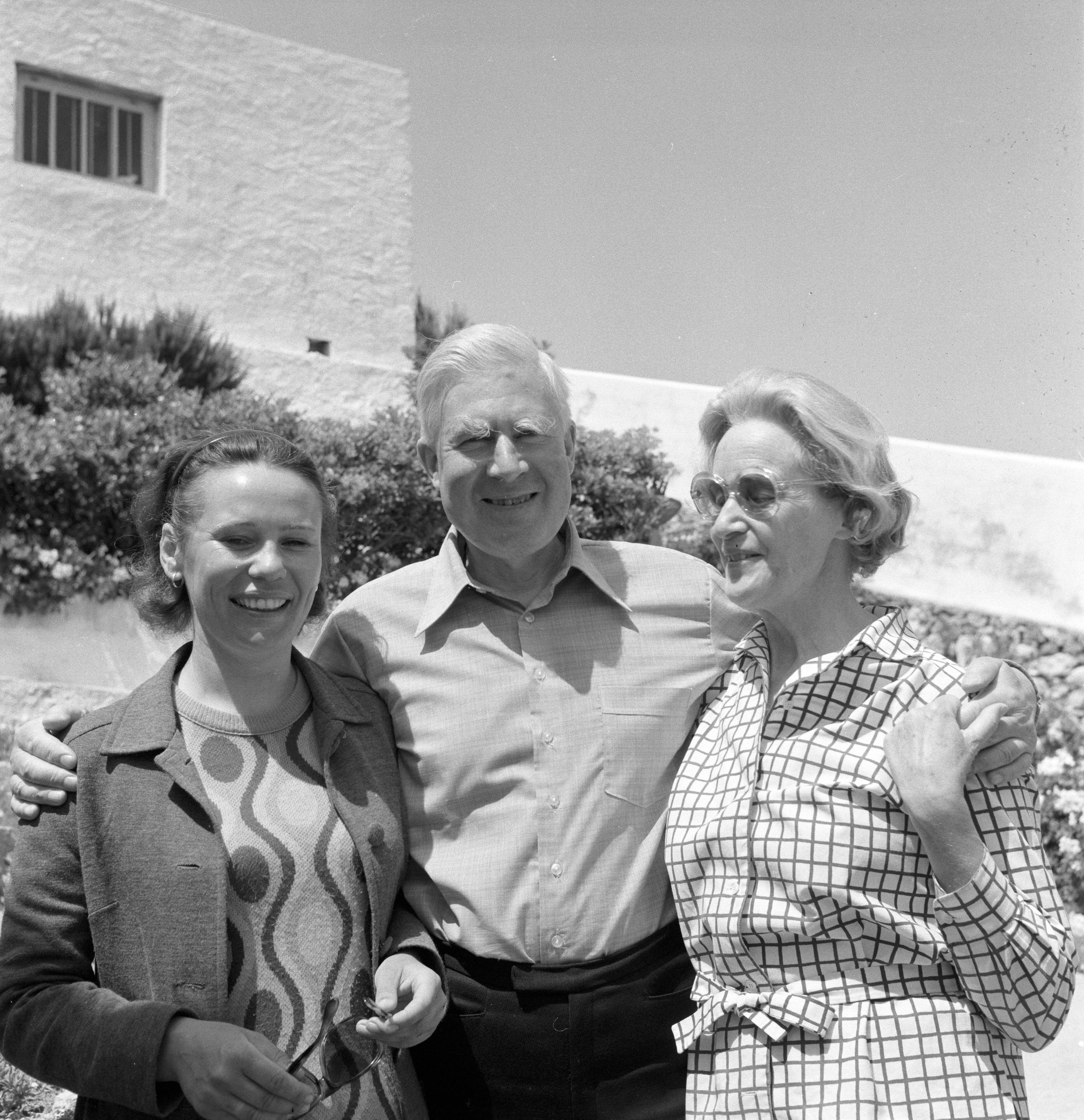
Görans hustru Christine Schildt (till vänster) med Georg von Wright år 1973
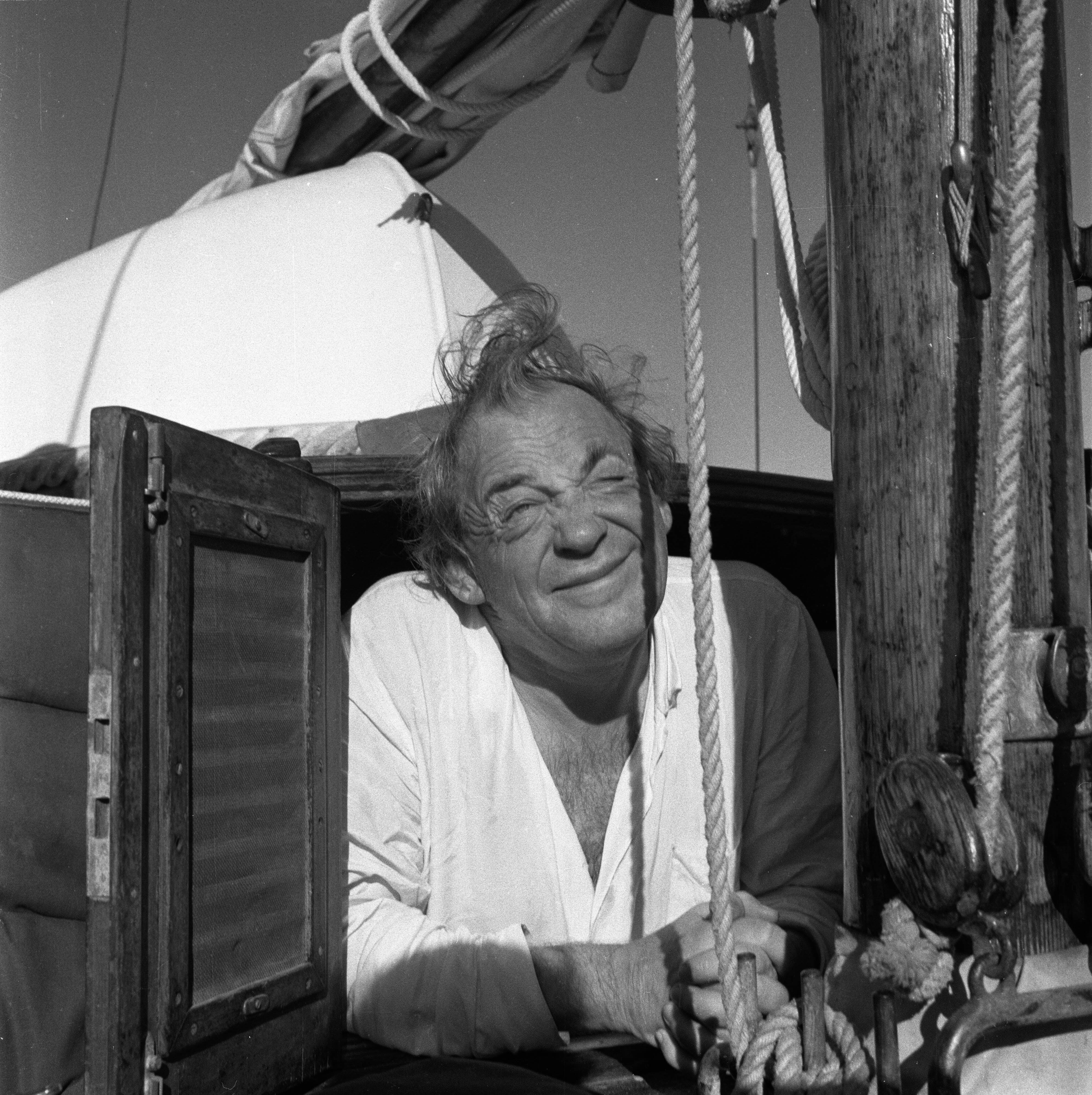
Alvar Aalto tittar ut ur Daphnes akterkajuta
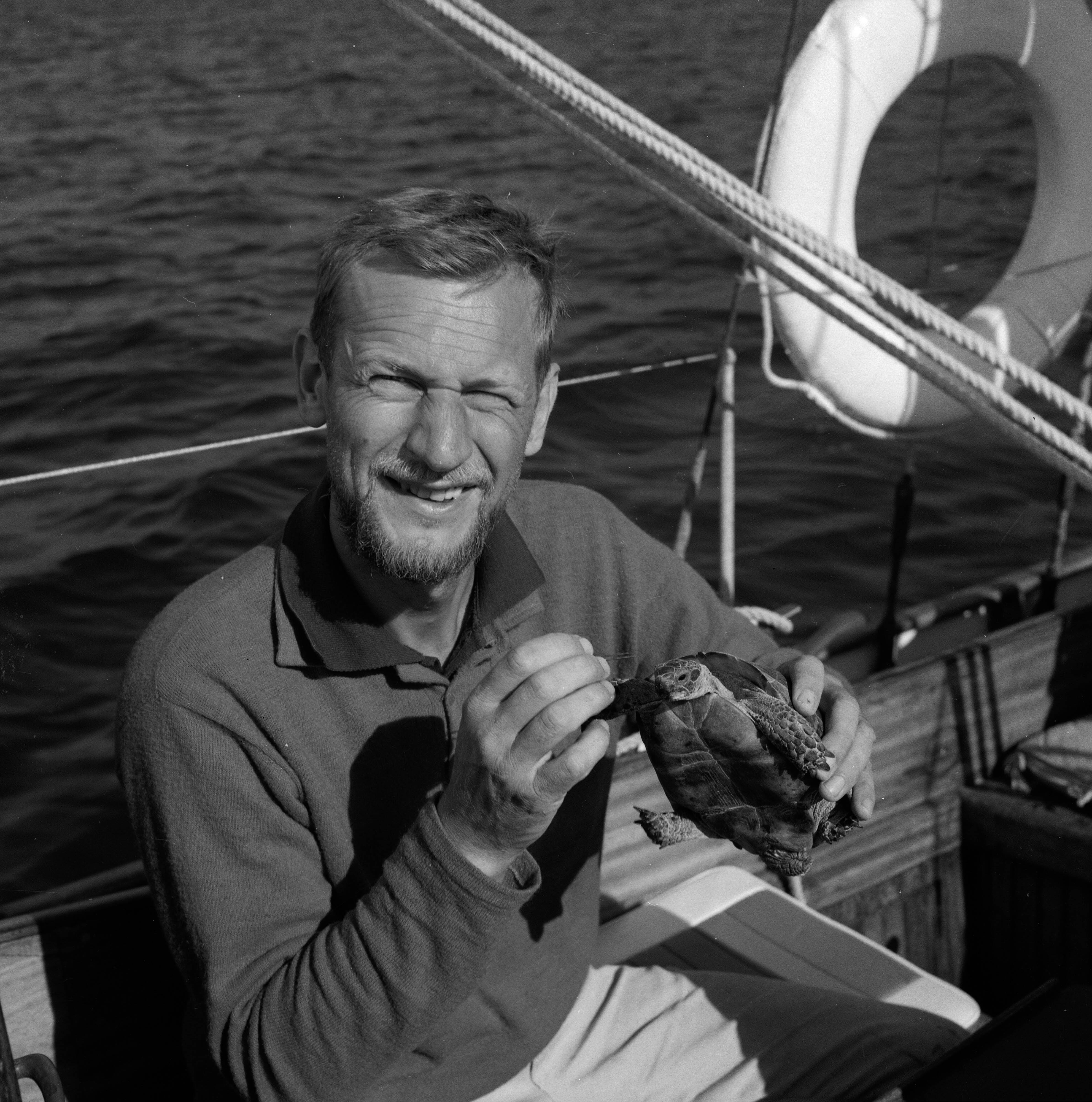
Benedict Zilliacus på Daphne med sköldpadda